# Бактуш 16
Бактуш 16 (англ. Buctouche 16) — індіанська резервація в Канаді, у провінції Нью-Брансвік, у межах графства Кент.

## Населення
За даними перепису 2016 року, індіанська резервація нараховувала 96 осіб, показавши зростання на 12,9%, порівняно з 2011-м роком. Середня густина населення становила 272,2 осіб/км².
З офіційних мов обидвома одночасно володіли 30 жителів, тільки англійською — 70. Усього 15 осіб вважали рідною мовою не одну з офіційних, з них усі — одну з корінних мов.
Працездатне населення становило 66,7% усього населення, рівень безробіття — 40%.

## Клімат
Середня річна температура становить 5,3°C, середня максимальна – 23°C, а середня мінімальна – -14,9°C. Середня річна кількість опадів – 1 158 мм.
| Клімат поселення                              | Клімат поселення | Клімат поселення | Клімат поселення | Клімат поселення | Клімат поселення | Клімат поселення | Клімат поселення | Клімат поселення | Клімат поселення | Клімат поселення | Клімат поселення | Клімат поселення | Клімат поселення |
| Показник                                      | Січ.             | Лют.             | Бер.             | Квіт.            | Трав.            | Черв.            | Лип.             | Серп.            | Вер.             | Жовт.            | Лист.            | Груд.            |                  |
| Середній максимум, °C                         | −3,56            | −2,44            | 2,65             | 8,67             | 15,50            | 20,95            | 22,98            | 22,25            | 17,47            | 11,61            | 5,68             | −1,54            |                  |
| Середня температура, °C                       | −9,2             | −8,07            | −2,99            | 3,00             | 9,84             | 15,29            | 19,11            | 18,42            | 13,61            | 7,78             | 1,82             | −5,38            |                  |
| Середній мінімум, °C                          | −14,85           | −13,74           | −8,65            | −2,64            | 4,19             | 9,64             | 15,27            | 14,57            | 9,76             | 3,92             | −2,02            | −9,24            |                  |
| Норма опадів, мм                              | 107              | 88               | 99               | 88               | 101              | 96               | 102              | 86               | 88               | 95               | 104              | 104              |                  |
| Середньомісячна швидкість вітру, м/с          | 4.90             | 4.74             | 4.90             | 4.70             | 4.37             | 3.90             | 3.60             | 3.57             | 3.90             | 4.39             | 4.67             | 4.97             |                  |
| Середньомісячна сонячна радіація, кДж/м²·день | 5201             | 8591             | 12268            | 15174            | 18192            | 20260            | 19975            | 17522            | 13088            | 8283             | 4820             | 3898             |                  |
| --------------------------------------------- | ---------------- | ---------------- | ---------------- | ---------------- | ---------------- | ---------------- | ---------------- | ---------------- | ---------------- | ---------------- | ---------------- | ---------------- | ---------------- |
| Джерело:                                      |                  |                  |                  |                  |                  |                  |                  |                  |                  |                  |                  |                  |                  |